# No Expectations
«No Expectations» —en español: «Sin expectativas»— es una canción de la banda de rock británica The Rolling Stones, presentada en su álbum Beggars Banquet de 1968. Se estrenó como el lado B del sencillo «Street Fighting Man» en agosto de 1968. La canción fue grabada en mayo de 1968. La guitarra acústica de Brian Jones en la grabación representa una de sus últimas contribuciones importantes antes de salir de la banda.

## Inspiración y grabación
Esta lenta balada fue escrita por Mick Jagger y Keith Richards. Bill Janovitz, de All Music, dice: "La soledad expresada en la canción es palpable, todo sobre ser dejado atrás, la canción es sin duda un tributo musical y lírico a las canciones de blues de Robert Johnson como «Love in Vain», un de los cover favoritos de los Stones -referenciando imágenes como un tren que sale de la estación."
Jagger dijo en una entrevista con la revista Rolling Stone en 1995: "Ese es Brian tocando [la guitarra slide]. Estábamos sentados en el suelo, en círculo, cantando y tocando, grabando con micrófonos abiertos. 
Esa fue la última vez que recuerdo a Brian estando totalmente involucrado en algo que valía la pena hacer realmente". Acompañando a Jones está Richards en la guitarra acústica. Janovitz comentó que Richards, "reproduciría el mismo ritmo abierto que usaría más adelante en «You Can't Always Get What You Want», también contribuyendo a ese ambiente solitario". En la canción también se destaca el ritmo simple de claves realizado por Charlie Watts, Bill Wyman tocando el bajo y Nicky Hopkins en el órgano y los giros ornamentales en el piano.
«No Expectations» fue grabada durante los meses de mayo y junio de 1968, en los Olympic Studios de Londres. Producida, al igual que todas las pistas del álbum por Jimmy Miller. El ingeniero de sonido que participó fue Glyn Johns.

## Lanzamiento y legado
La primera actuación en vivo de la canción fue filmada para The Rolling Stones Rock and Roll Circus, que documenta la última actuación en vivo de Jones con la banda. Los Stones raramente han tocado la canción en vivo. La segunda y más notable actuación fue en el concierto gratuito en Hyde Park, el 5 de julio de 1969, que se celebró en homenaje a Brian Jones, quien había muerto dos días antes. La tercera actuación en vivo fue durante un concierto benéfico, que la banda realizó el 18 de enero de 1973 en Los Angeles Forum para las víctimas del terremoto de 23 de diciembre de 1972 en Nicaragua. Los Stones no volverían a tocarla en vivo hasta el 28 de agosto de 1994, en Cleveland, Ohio, durante su Voodoo Lounge Tour. Ya en los años 2002 y 2003, mientras la banda realizaba su Licks Tour , la tocaron 11 veces en total. Más recientemente la tocaron en su gira 50 & Counting en San José, California, el 8 de mayo de 2013, con Ron Wood tocando la guitarra slide. El exguitarrista de Stones, Mick Taylor, quien reemplazó a Jones, también ha versionado la canción durante sus conciertos, incluyendo sus actuaciones de 2012 en el Iridium Jazz Club de Nueva York.
«No Expectations» también fue incluida en el álbum recopilatorio de la banda More Hot Rocks (Big Hits & Fazed Cookies) (1972). La versión del sencillo se incluyó en Singles Collection: The London Years (1989).

## Personal
Acreditados:
- Mick Jagger: voz
- Brian Jones: guitarra acústica slide
- Keith Richards: guitarra acústica
- Bill Wyman: bajo
- Charlie Watts: claves
- Nicky Hopkins: piano, órgano Farfisa

## Versiones de otros artistas
Se han publicado numerosas versiones de «No Expectations». Johnny Cash grabó una versión al estilo del bluegrass, disponible en su álbum Gone Girl y la colección Essential Johnny Cash 1953-83. John Hartford desarrolló otra versión bluegrass en su álbum Gum Tree Canoe (1984). Waylon Jennings grabó un cover en su disco Closing in on the Fire (1998). Soulsavers grabaron una versión en piano acompañados por el cantante Mark Lanegan de los Screaming Trees en su álbum It's Not How Far You Fall, It's The Way You Land (2007). Joan Baez también versionó la canción en One Day at a Time (1970). Will Dailey y Jesse Dee tocaron la canción en vivo en WERS 88.9 en el 2012 y el registro luego fue utilizado para el compilado WERS Music For The Independent Mind Volume 7.
Beck también comenzó a tocar esta canción en sus conciertos justo después del lanzamiento de Sea Change. Durante su primera gira después del hiatus que tuvieron los Black Crowes en 2002, el cantante Chris Robinson tocó la canción en formato de dúo acústico con Paul Stacey. Yonder Mountain String Band y Flatlander tocan frecuentemente esta canción en sus shows.